# Noelia Lorenzo Pino
Noelia Lorenzo Pino (Irún, 9 de noviembre de 1978) es una escritora de género negro española.

## Biografía
Noelia Lorenzo Pino nació en Irun en 1978, estudió Formación Profesional y es profesora de corte y confección. Ha desarrollado su carrera profesional en torno al mundo de la moda. En 2006 abrió su propia empresa de moda, llamada 'Zoe', junto con su hermana Sonia. La crisis les obligó a cerrar el negocio en 2010. Mientras tanto y siempre, se ha dedicado a escribir y en 2013 publicó su primera novela de género negro Chamusquina. Continuó con La sirena roja (2015). Y en 2016 publicó La chica olvidada. Noelia es la primera mujer que entra en la colección 'Cosecha roja' de novela negra de la Editorial Erein.

## Obras
- Chamusquina (Editorial Dauro, 2013).[8][9] (Editorial Erein, 2021)
- La sirena roja (Erein, 2015).[10][11]
- La chica olvidada (Erein, 2016).[12][13][14]
- Corazones negros (Erein, 2018).[15]
- Ane, Moon eta burbuilak (Ane eta Moon) (Erein, 2018).[16]
- Ane eta Moon, Ilargira bidaia (Erein, 2018).[17]
- La estrella de quince puntas (Erein, 2020).
- Animales heridos (Trabelbug, 2021).
- Blanco inmaculado (Plaza & Janés, 2022).
- Purasangre (Plaza & Janés, 2024).

## Premios
- Premio "Mejor novela negra escrita por una mujer en 2018". IV Festival de Novela Negra del Garraf.[18]